# Bertram
A Bertram német eredetű férfinév, jelentése: fényes, híres + holló.

## Gyakorisága
Az 1990-es években szórványosan fordult elő, a 2000-es években nem szerepel a 100 leggyakoribb férfinév között.

## Névnapok
- január 23.[2]
- január 24.[2]